# João Bénard da Costa: Outros Amarão as Coisas que eu Amei
João Bénard da Costa : Outros Amarão as Coisas que Eu Amei (portugiesisch für: João Bénard da Costa : Andere werden die Dinge lieben, die ich geliebt habe) ist ein Dokumentarfilm des portugiesischen Regisseurs Manuel Mozos aus dem Jahr 2014.
Der Film porträtiert den Cineasten und Kulturmenschen João Bénard da Costa (1935–2009), der insbesondere 18 Jahre lang als Direktor der Cinemateca Portuguesa wirkte, aber auch als Autor und Kritiker bekannt wurde, als Lehrer und Hochschullehrer tätig war, und als Schauspieler in vielen portugiesischen Kinoproduktionen auftrat, häufig unter seinem Pseudonym Duarte de Almeida.

## Handlung
Der Film zeichnet das Leben des João Bénard da Costa in seinen eigenen Worten nach und geht in Gesprächen und Zitaten seiner Beziehung zur Filmkunst und anderen Kunstformen auf den Grund. Immer wieder kommt dieser dabei auch auf einige seiner Lieblingsfilme zu sprechen.

## Produktion und Rezeption
Der Film wurde von der Filmproduktionsgesellschaft Rosa Filmes produziert, mit Unterstützung durch die Filmförderungsanstalt ICA (Instituto do Cinema e do Audiovisual), den öffentlich-rechtlichen Fernsehsender RTP, die Gulbenkian-Stiftung und die Stadtverwaltung Lissabon.
Der Film feierte seine Premiere am 23. Oktober 2008 beim 12. Doclisboa Filmfestival in Lissabon. Er lief danach auf einer Reihe weiterer internationaler Filmfestivals, darunter die Viennale (am 29. Oktober 2014), das International Film Festival Rotterdam (27. Januar 2015) und das Filmfest Hamburg (3. Oktober 2015). Bei den Caminhos do Cinema Português wurde er mit zwei Preisen ausgezeichnet.
Die Kritik nahm den Film überwiegend positiv auf. So schrieb Francisco Ferreira in seiner Filmkritik im Expresso, dies sei der schönste Dokumentarfilm Mozos und feiere das Kino und das Leben, und Inês Lourenço schrieb im Diário de Notícias, der Film sei schlicht magnífico. Luís Miguel Oliveira schrieb im Público, Mozos wisse genau, was er tue, und zwar widme er sich João Bénard hier voll und ganz: seinen Worten, seiner eigenen Sicht auf das Leben, und seiner Sicht auf das Kino, und das alles ziehe hier auch bewundernswert sichtbar in diesem schönen Film vorüber.
Der Kinostart war am 8. Oktober 2015 in zwei Lissabonner Kinos, wo er 1.321 Zuschauer zählte.
João Bénard da Costa: Outros Amarão as Coisas que Eu Amei erschien 2015 bei Alambique als DVD.
Der Film wurde am 10. Todestag des João Bénard da Costa erstmals im Fernsehen gezeigt, am 21. Mai 2019 im öffentlich-rechtlichen Kanal RTP2.